# Человек с равнины
«Человек с равнины» (англ. The Plainsman; 1936) — художественный фильм Сесила Блаунта де Милля в жанре вестерн.

## Сюжет
Закончилась Гражданская война в США. Президент Авраам Линкольн призывает бывших солдат осваивать Дикий Запад. Оружейные компании, оставшиеся без заказов, решают снабжать винтовками индейцев. Следопыты, ветераны войны Дикий Билл Хикок и Буффало Билл возвращаются на Дикий Запад в то время, когда начинается война с шайеннами. Дикий Билл встречает здесь свою возлюбленную — Бедовую Джейн.

## В ролях
- Гэри Купер — Дикий Билл Хикок
- Джин Артур — Бедовая Джейн
- Джеймс Эллисон — Буффало Билл
- Чарльз Бикфорд — Джон Латтимер
- Джордж Хейз — Бризи
- Джон Мильян — генерал Джордж А. Кастер

### В титрах не указаны
- Джонатан Хейл — майор
- Стэнли Эндрюс — офицер
- Ирвинг Бейкон — истерящий солдат
- Фрэнсис Форд — Андерсон, старый ветеран
- Хэнк Уорден — житель Дэдвуда
- Блу Вашингтон — мужчина, роняющий коробку

## Съёмочная группа
- Производство: Paramount Pictures
- Режиссёр: Сесил Блаунт де Милль
- Продюсеры: Сесил Блаунт де Милль, Уильям Лебарон, Уильям Пайн
- Автор сценария: Кортни Райли Купер,Фрэнк Уилстач
- Оператор: Виктор Милнер, Джордж Робинсон
- Композитор: Джордж Антейл